# Lavoslav Vukelić
Lavoslav Vukelić (Gornji Kosinj, 20. ožujka 1840. – Sveti Križ Začretje, 26. ožujka 1879.), bio je hrvatski pjesnik i prevoditelj.

## Životopis
Lavoslav Vukelić rodio se u Gornjem Kosinju 1840. godine, od oca Petra Vukelića i majke Antonije Došen. Rodom je iz plemićke obitelji Vukelića, ličkih Bunjevaca. Osnovnu i srednju školu pohađao je u Senju. Potom je otišao u Beč na upravni tečaj za Vojnu krajinu. Nakon toga se vratio u Hrvatsku, u Liku gdje je službovao kao časnik u mnogim mjestima. Podkraj života premješten je u Sveti Križ Začretje kao časnik. Ondje je imenovan za podžupanova tajnika.
Autor je 79 pjesama i pet crtica iz krajiškog života. Pjesme mu je sabrao Bude Budisavljević u knjižici Književno cvijeće Lavoslava Vukelića.
Prevodio je djela s engleskoga, njemačkoga, poljskoga, ruskoga, talijanskoga i slovenskoga jezika. Najvažniji su mu prijevodi djelâ Shakespearea, Goethea, Bürgera, Heinea, Mickiewicza, Ljermontova, Puškina i Pellica.

## Djela
- Književno cvieće Lavoslava Vukelića, Zagreb, 1882. (ur. Bude Budisavljević);[3] (2. izd. Književno cvieće/ Lavoslav Vukelić ; pribrao Bude Budisavljević, Zagreb, 1884.)[4][1]
- Izabrana djela / Franjo Marković, Lavoslav Vukelić, Andrija Palmović, Rikard Jorgovanić, Pet stoljeća hrvatske književnosti, knj. 44, Zagreb, 1970. (prir. Nedjeljko Mihanović)[5]